# Худайбергенов, Атаджан
Атаджан Худайбергенов — советский хозяйственный, государственный и политический деятель, Герой Социалистического Труда.

## Биография
Родился в 1918 году в Амударьинском районе Каракалпакской АССР. Член КПСС с 1942 года.
С 1932 года — на хозяйственной, общественной и политической работе. В 1932—1980 гг. — колхозник колхоза «Акалтын» Мангитского района Каракалпакской АССР, заведующий учётным сектором Мангитского райкома ЛКСМ Узбекистана, заместитель директора 1-й МТС, председатель Мангитского райпо, председатель Мангитского райисполкома, председатель Амударьинского райисполкома, бригадир, заместитель директора, директор совхоза имени М. Горького Амударьинского района Каракалпакской АССР.
Указом Президиума Верховного Совета СССР от 14 декабря 1972 года присвоено звание Героя Социалистического Труда с вручением ордена Ленина и золотой медали «Серп и Молот».
Умер в Каракалпакской ССР в 1985 году.